# Jakub Kudláček
Jakub Kudláček (Litoměřice, 3 marzo 1990) è un ex cestista ceco, che giocava come playmaker.

## Carriera

### Club
Ha iniziato a giocare a basket nella squadra della sua città, lo Slavoj BK Litoměřice, trasferendosi poi nel 2007 alla Pallacanestro Reggiana.
Il 13 settembre 2012 viene ingaggiato in prestito per un anno dalla Pallacanestro Cantù.

### Nazionale
Ha giocato per la nazionale ceca, le Qualificazioni EuroBasket 2013, che ha concluso con 4,8 punti di media a partita.

## Palmarès
- Supercoppa italiana: 1

Cantù: 2012